# Paul Bach-y-Rita
Paul Bach-y-Rita (ur. 4 kwietnia 1934 w Nowym Jorku, zm. 20 listopada 2006) – amerykański neuroplastyk. Jako jeden z pierwszych poważnie przestudiował ideę neuroplastyczności i wprowadził substytucję sensoryczną jako narzędzie leczenia pacjentów cierpiących na zaburzenia neurologiczne. Nazywany jest „ojcem substytucji zmysłów”.

## Życiorys
Paul Bach-y-Rita urodził się 4 kwietnia 1934 r. w Nowym Jorku. Jego matką była Anne Hyman, a ojcem Pedro Bach-y-Rita. W wieku piętnastu lat ukończył liceum ogólnokształcące Bronx High School of Science w Nowym Jorku. Następnie kształcił się na Narodowym Uniwersytecie Autonomicznym Meksyku. Po ukończeniu studiów przez krótki czas pracował jako lekarz w wiosce Tilzapotla w Morelos w Meksyku. Następnie przez dziesięć lat pracował w Smith-Kettlewell Eye Research Institute w San Francisco, gdzie w wieku 37 lat został profesorem. W 1959 roku jego ojciec przeszedł udar, który pozbawił go zdolności mowy i sparaliżował lewą część ciała. Brat Paula – George Bach-y-Rita przywrócił ojcu zdolność mowy oraz ruszania się. Pedro Bach-y-Rita zmarł w wieku 73 lat na jednej z górskich wędrówek. Powrót ojca do zdrowia zainspirował Paula do studiowania neuroplastyczności mózgu. Wynalazł wiele urządzeń przywracających niektóre zmysły, m.in. równowagi, wzrok, dotyk. Paul Bach-y-Rita zmarł na nowotwór 20 listopada 2006 w wieku 72 lat.